# Tadeusz Bronakowski

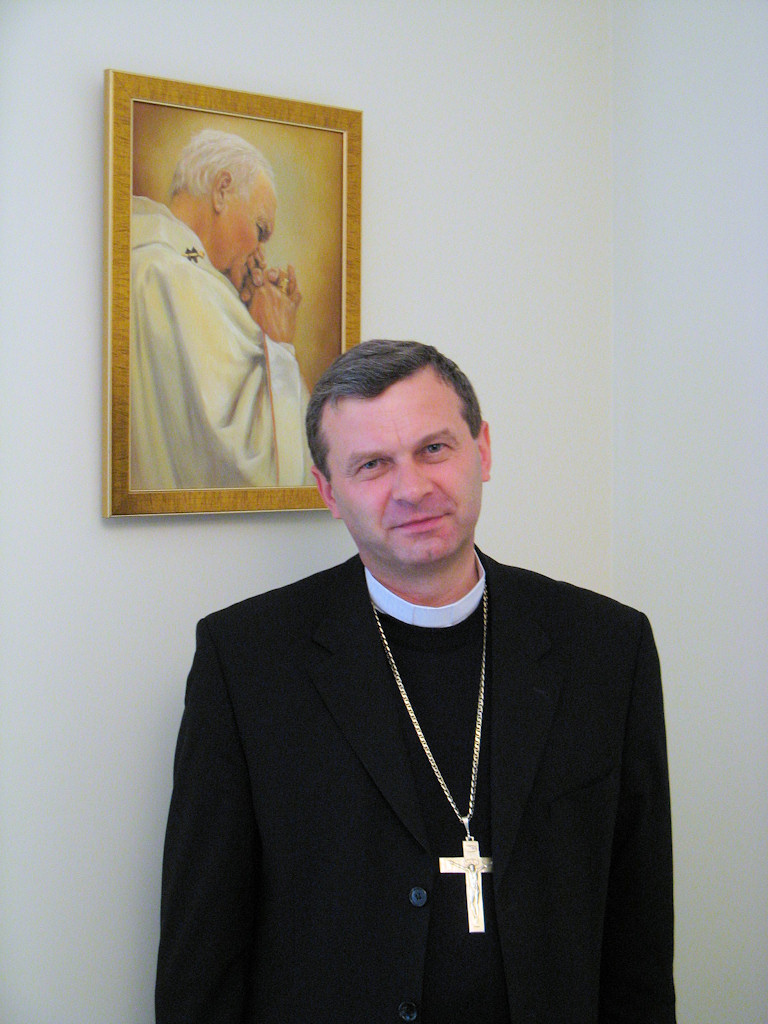
Tadeusz Bronakowski (2008)

Bischofswappen von Tadeusz Bronakowski

Tadeusz Bronakowski (* 3. November 1959 in Augustów) ist ein polnischer römisch-katholischer Geistlicher und Weihbischof in Łomża.

## Leben
Tadeusz Bronakowski wurde in der Pfarrkirche Unsere Liebe Frau in Studzieniczna getauft. Er besuchte das Gymnasium in Suchowola und erlangte 1978 dort das Abitur. Von 1978 bis 1984 studierte er Philosophie und Katholische Theologie am Priesterseminar in Łomża. Er empfing am 26. Mai 1984 in der Kathedrale St. Michael in Łomża durch den Bischof von Łomża, Juliusz Paetz, das Sakrament der Priesterweihe für das Bistum Łomża.
Bronakowski wirkte nach der Priesterweihe zunächst als Pfarrvikar in Nowogród, bevor er 1985 Notar am Kirchengericht des Bistums Łomża wurde. Von 1986 bis 1989 war er an der Diözesankurie des Bistums tätig. Daneben setzte er ab 1985 seine Studien an der Katholischen Theologischen Akademie in Warschau fort, an der er 1988 mit der von Edward Sztafrowski betreuten Arbeit Działalność administracyjno-prawna księdza biskupa Stanisława Łukomskiego (1926–1948) („Administrativ-rechtliche Aktivitäten des Bischofs Stanisław Łukomski (1926–1948)“) ein Lizenziat im Fach Kanonisches Recht erwarb und 1993 bei Tadeusz Pawluk mit der Arbeit Granice i ustrój Diecezji Łomżyńskiej w latach 1925–1992 („Die Grenzen und die Organisation der Diözese Łomża von 1925 bis 1992“) in dieser Disziplin promoviert wurde.
Ab 1991 fungierte Bronakowski als stellvertretender Kanzler der Kurie und ab 1994 auch als Verantwortlicher für die Vorbereitung der bischöflichen Visitationen der Pfarreien. Zudem war er ab 1995 als Richter am Kirchengericht in Ełk und ab 1996 auch am Kirchengericht in Łomża tätig. Außerdem war er ab 1997 Verwalter der Bischofsresidenz in Łomża. Von 1995 bis 2005 wirkte er bei der ersten Diözesansynode des Bistums Łomża mit und gehörte anschließend der nachsynodealen Kommission an. Am 29. Januar 1999 verlieh ihm Papst Johannes Paul II. den Ehrentitel Päpstlicher Ehrenkaplan. Ab 2002 gehörte er überdies dem Priesterrat des Bistums an sowie ab 2003 dem Programmrat des diözesanen kirchlichen Radiosenders Nadzieja und ab 2005 dem Aufsichtsrat des Katholischen Zentrums für Europäische Information in Łomża. Ferner wurde er 2003 bischöflicher Delegat für die kirchlichen Schulen in der Stadt Łomża und 2005 schließlich für alle kirchlichen Schulen im Bistum Łomża. Ab 2004 leitete er auch die Stipendienkommission der diözesanen Stiftung Werk des neuen Jahrtausends. Darüber hinaus lehrte Bronakowski ab 1989 Kanonisches Recht, Beichtrecht und Verwaltungsrecht am Priesterseminar in Łomża sowie ab 1994 zusätzlich auch an der Theologischen Hochschule in Łomża, ab 1997 am Institut für Familienstudien der Kardinal-Stefan-Wyszyński-Universität Warschau und ab 1999 am Institut für Familienstudien in Łomża. Daneben war er ab 1997 Mitherausgeber der Zeitschrift Łomżyńskie Wiadomości Dicezjalne („Diözesannachrichten Łomża“) und des Rocznika Diecezji Łomżyńskiej („Jahrbuch der Diözese Łomża“). Er engagierte sich außerdem für das Waisenhaus in Łomża.
Papst Benedikt XVI. ernannte ihn am 11. Februar 2006 zum Titularbischof von Tigisi in Mauretania und zum Weihbischof in Łomża. Der Bischof von Łomża, Stanisław Stefanek SChr, spendete ihm am 4. März desselben Jahres in der Kathedrale St. Michael in Łomża die Bischofsweihe; Mitkonsekratoren waren Wojciech Ziemba, Erzbischof von Białystok, und Tadeusz Józef Zawistowski, emeritierter Weihbischof in Łomża. Sein Wahlspruch Nolite timere Deus caritas est („Habt keine Angst, Gott ist Liebe“) stammt aus 1 Joh 4,18 . Als Weihbischof ist Bronakowski zudem Generalvikar des Bistums Łomża und Moderator der Kurie. Außerdem leitet er in der Abteilung für das katholische Bildungswesen das Referat für die katholischen Schulen und das der Seelsorgeabteilung zugeordnete diözesane Exerzitienhaus in Łomża. Darüber hinaus gehört er dem Priesterrat, dem Konsultorenkollegium und dem Diözesanpastoralrat sowie der Kommission für die bischöfliche Visitation der Pfarreien an.
In der Polnischen Bischofskonferenz leitet Bronakowski zudem die Arbeitsgruppe für das Nüchternheitsapostolat. Ferner gehört er den Räten für die sozialen Kommunikationsmittel und für Rechtsfragen sowie den Arbeitsgruppen für die Unterstützung der Kirche im Osten, für die Kontakte zur Litauischen Bischofskonferenz und für die seelsorgliche Begleitung der im Ausland lebenden Polen an.

## Schriften
- Działalność administracyjno-prawna księdza biskupa Stanisława Łukomskiego (1926–1948). Katholische Theologische Akademie, Warschau 1988.
- Granice i ustrój Diecezji Łomżyńskiej w latach 1925–1992. Katholische Theologische Akademie, Warschau 1993.
- Wychowanie najważniejszym wyzwaniem polskiej szkoły. In: Zeszyty Społeczne KIK. Band 18, Nr. 18, 2010, OCLC 999223698, S. 5–9.
- Troska o trzeźwość troską o życie. Mazowieckie Centrum Polityki Społecznej, Warschau 2010, ISBN 978-83-918100-7-1.
- Abstynencja darem miłości. Mazowieckie Centrum Polityki Społecznej, Warschau 2014, ISBN 978-83-63332-22-8.
- Ku trzeźwości narodu. Mazowieckie Centrum Polityki Społecznej, Warschau 2017, ISBN 978-83-926531-7-2.
- Miłość, wolność i odpowiedzialność: poradnik dla rodziców, wychowawców i duszpasterzy. Fundacja „Signum Magnum“, Kattowitz 2019, ISBN 978-83-952374-4-7.
- Wiara, wolność, Ojczyzna. Fundacja „Signum Magnum“, Kattowitz 2021, ISBN 978-83-952374-8-5.
- Trzeźwość polską racją stanu. Mazowieckie Centrum Polityki Społecznej, Warschau 2022, ISBN 978-83-63332-97-6.